# Хор Вирап
Хор Вирап (јерм. Խոր Վիրապ) један је од највећих и најпознатијих манастира Јерменске апостолске цркве. Налази се на планини Арарат, 8 km од Арташата, близу границе са Турском. Хор Вирап је уско повезан са прихватањем хришћанства у Јерменији. Постао је велики религиозни центар захваљујући Светом Григорију Просветитељу, који је у њему био утамничен тринаест година. Наиме, пагански јерменски краљ Тиридат III Велики затворио је свеца у њему и убрзо након тога почео да губи разум. Његова сестра је имала снове у којима јој анђео говори да само затвореник у Хор Вирапу може излечити њеног брата. У задњем тренутку, али после тринаест година, краљ је послушао сестру и наложио да се Свети Григорије ослободи. Као што је сан предвидео, светац је излечио краља, а овај је хришћанство прогласио за главну државну религију.